# Zaleya
A Zaleya a szegfűvirágúak (Caryophyllales) rendjébe, ezen belül a kristályvirágfélék (Aizoaceae) családjába tartozó nemzetség.

## Előfordulásuk
A Zaleya-fajok előfordulási területe Tasmanián kívül az egész Ausztrália, továbbá Afrika legnagyobb része, Madagaszkár, az Arab-félsziget, Dél-Ázsia Irán és Srí Lanka között, valamint Mianmar.

## Rendszerezés
A nemzetségbe az alábbi 6 faj tartozik:
- Zaleya camillei (Cordem.) H.E.K.Hartmann
- Zaleya decandra (L.) Burm.f. - típusfaj
- Zaleya galericulata (Melville) H.Eichler
- Zaleya govindia (Buch.-Ham. ex G.Don) N.C.Nair
- Zaleya pentandra (L.) C.Jeffrey
- Zaleya redimita (Melville) Bhandari